# Pteromalus driopides
Pteromalus driopides är en stekelart som beskrevs av Walker 1839. Pteromalus driopides ingår i släktet Pteromalus och familjen puppglanssteklar. Inga underarter finns listade i Catalogue of Life.